# Patriarhul Daniel
Patriarhul Daniel (nume laic: Dan Ilie Ciobotea; n. 22 iulie 1951, Dobrești, Bara, Republica Populară Română) este conducătorul Bisericii Ortodoxe Române și arhiepiscop al Bucureștilor din 2007. Este al șaselea patriarh al Bisericii Ortodoxe Române, fiind ales după decesul patriarhului Teoctist. Sub conducerea sa, Biserica Ortodoxă Română a continuat să joace un rol semnificativ în viața socială și religioasă din România, prin inițiative legate de construcția și renovarea bisericilor.
Născut în satul Dobrești, județul Timiș, Daniel a urmat studii teologice în țară și în străinătate, obținând titlul de doctor în teologie la Strasbourg în 1979. Înainte de a fi ales patriarh, a fost mitropolit al Moldovei și Bucovinei din 1990. În această perioadă, s-a remarcat prin implicarea în reconstrucția lăcașurilor de cult și prin eforturile de dezvoltare a dialogului ecumenic.
Alegerea sa ca patriarh a avut loc la 12 septembrie 2007, iar din acel moment a coordonat atât activitățile interne ale Bisericii, cât și relațiile cu autoritățile statului. A inițiat construcția Catedralei Mântuirii Neamului, unul dintre cele mai importante proiecte ale Bisericii Ortodoxe Române din ultimele decenii.
Pe parcursul mandatului său, patriarhul Daniel a promovat valorile tradiționale ale credinței ortodoxe și continuă să fie o figură centrală în Biserica Ortodoxă Română și în societatea românească. Promovează dialogul interreligios și implicarea activă a Bisericii în probleme sociale și culturale, accentuând solidaritatea față de persoanele sărace și marginalizate.
Patriarhul Daniel este cunoscut pentru susținerea sa a educației religioase în școli și pentru eforturile de modernizare a instituțiilor bisericești.

## Educație și carieră academică
Dan Ilie Ciobotea s-a născut la data de 22 iulie 1951, în satul Dobrești din comuna Bara (județul Timiș), ca al treilea copil în familia învățătorului Alexie și Stela Ciobotea. A primit la botez numele de Dan-Ilie Ciobotea. Școala primară a urmat-o în satul natal (1958-1962), Dobrești, iar gimnaziul în localitatea Lăpușnic (1962-1966), județul Timiș. În anul 1966 începe cursurile liceale în orașul Buziaș, pe care le continuă în municipiul Lugoj, la Liceul „Coriolan Brediceanu” (1967-1970). 
După absolvirea examenului de bacalaureat se înscrie ca student la Institutul Teologic Universitar din Sibiu (1970-1974), unde obține Diploma de licență în teologie (Noul Testament). În perioada anilor 1974-1976 frecventează cursurile de doctorat la Institutul Teologic Universitar din București, Secția Sistematică, sub îndrumarea Preotului Profesor Doctor Dumitru Stăniloae; își continuă studiile în străinătate: doi ani la Facultatea de Teologie Protestantă a Universității de Științe Umane din Strasbourg (Franța) și doi ani la Universitatea Albert Ludwig din Freiburg im Breisgau, Facultatea de Teologie Catolică (Germania). 
La data de 15 iunie 1979 își susține teza de doctorat la Facultatea de Teologie Protestantă din Strasbourg, intitulată: „Réflexion et vie chrétiennes aujourd'hui. Essai sur le rapport entre la théologie et la spiritualité”. Teza a fost pregătită sub îndrumarea a doi reputați profesori francezi: Gerard Ziegwald și André Benoit și a primit calificativul maxim. Devine astfel doctor în teologie al Universității din Strasbourg. O formă lărgită a acestei teze a fost pregătită sub îndrumarea mentorului său, Pr. Prof. Dr. Dumitru Stăniloae și a fost susținută la 31 octombrie 1980 la Institutul Teologic Universitar din București sub următorul titlu: „Teologie și spiritualitate creștină. Raportul dintre ele și situația actuală.” În urma examenului oral și a susținerii tezei, doctorandul Dan-Ilie Ciobotea a fost declarat Doctor în teologie ortodoxă, de asemenea, cu calificativul maxim. 
„Examenul tezei a dovedit Comisiei de examinare că are în fața sa un candidat bine pregătit, bine informat și mai ales pătruns de dorința și râvna de a trăi o viață teologică de adâncime duhovnicească. Nouă asemenea oameni ne trebuie, oameni care să trăiască în învățătura Bisericii noastre. Spiritualitatea adevărată a preotului aceasta este: să trăiască în așa fel încât să poată răspunde și întrebărilor omului de azi, dar să rămână și preot adevărat. Cu o preoțime fără cultură teologică și fără trăirea demnității și misiunii sublime a preoției se va ajunge la îndepărtarea poporului credincios de Biserică.”—Dumitru Stăniloae, 
Din anul 1980 a activat ca lector la Institul Ecumenic de la Bossey – Elveția (în perioada 1986-1988 fiind și director adjunct), fiind și profesor asociat la Geneva și Fribourg (Elveția). A participat la numeroase întruniri pentru promovarea ecumenismului peste hotare: al treilea Congres ortodox al Europei Occidentale de la Amiens, lângă Paris (1977), Colocviul despre Filioque de la Klingenthal Franța (1978 și 1979), Conferința studenților creștini de la Wellesley - S.U.A. (1979) și la Conferința ecumenică de la Cambridge Boston, S.U.A. (1979), ambele cu tema „Credința, știința, viitorul”, Reuniunea ecumenică asupra spiritualității creștine de azi de la mănăstirea Valamo -Finlanda (1981), Reuniunea ecumenică „Iisus Hristos – Viața lumii” de la Niederaltaich - Germania (1982); Reuniunea ecumenică asupra rugăciunii pentru unitatea creștinilor de la Veneția (1982), a VI-a Adunare generală a Consiliului Ecumenic al Bisericilor de la Vancouver (1983) etc. 
La 6 august 1987 intră în viața monahală la Mănăstirea Sihăstria cu numele Daniel, avându-l ca naș de călugărie pe arhimandritul Cleopa Ilie. Cu această ocazie, a fost hirotonit ieromonah. Ulterior în octombrie 1988 este hirotesit protosinghel. În perioada 1 septembrie 1988-1 martie 1990, este consilier patriarhal, Director al Sectorului Teologie Contemporană și Dialog Ecumenic. În paralel, deține funcția de Conferențiar la Catedra de Misiune Creștină a Institutului Teologic Universitar din București. 
În ianuarie 1990, PC Protosinghel Daniel Ciobotea a fost președintele Grupului de Reflecție pentru Înnoirea Bisericii, grup din care făceau parte Arhimandritul Bartolomeu Anania, Pr. Prof. Dr. Constantin Galeriu, Pr. Prof. Dr. Dumitru Stăniloaie, Pr. Constantin Voicescu, ieromonahul Iustin Marchiș, dar și câțiva trăiriști mireni: Sorin Dumitrescu, Horia Bernea și Teodor Baconsky etc. 
A participat la peste 200 de simpozioane, congrese și conferințe teologice internaționale, aducând contribuții importante în rezolvarea problemelor dezbatute în cadrul acestor întruniri. A publicat peste 1000 de studii, articole, cuvântări și prefețe în limba română, peste 100 de studii și articole în limbile franceză, engleză și germană în reviste și volume colective din străinătate. Patriarhul Daniel este și autorul a numeroase cărți cu conținut teologic.

## Mitropolit al Moldovei și Bucovinei
La data de 1 martie 1990, protosinghelul dr. Daniel Ciobotea a fost ales, la propunerea mitropolitului Nicolae Corneanu, episcop-vicar al Arhiepiscopiei Timișoarei, cu titlul „Lugojanul”, fiind hirotonit întru arhiereu în Catedrala Ortodoxă din Timișoara la 4 martie 1990. 
La data de 7 iunie 1990 a fost ales, iar la 1 iulie 1990 a fost înscăunat ca arhiepiscop al Iașilor și mitropolit al Moldovei și Bucovinei. 
Din anul 1992, este profesor de teologie la Facultatea de Teologie Ortodoxă „Dumitru Stăniloae” din cadrul Universității „Alexandru Ioan Cuza” din Iași. 
Participă, în continuare, la o serie de întruniri ecumenice peste hotare: de pildă, a condus delegația Bisericii Ortodoxe Române la a VII-a Adunare generală a Consiliului Ecumenic al Bisericilor de la Canberra (1992).
Deține numeroase funcții pe plan bisericesc și ecumenic printre care: Reprezentant al Comisiei Sinodale Naționale pentru Educația Religioasă, Președinte al Comisiei Teologice și Liturgice a Sfântului Sinod (fosta comisie pentru învățământ), Membru fondator și membru de onoare al Comisiei Naționale a Monumentelor Istorice (București), Membru al Comitetului Executiv și Central al Consiliului Ecumenic al Bisericilor (Geneva, 1991-1998), Membru al Prezidiului și Comitetului Central al Conferinței Bisericilor Europene (din 1990), Vicepreședinte al celei de-a II-a Adunări Generale a Conferinței Bisericilor Europene (Graz, 1997).
ÎPS Daniel, Mitropolitul Moldovei și Bucovinei, este fondatorul a numeroase instituții printre care: Facultatea de Teologie Ortodoxă „Dumitru Stăniloae” din Iași, Seminarele Teologice Ortodoxe de la Mănăstirea Agapia, Botoșani, Dorohoi, Iași și Piatra Neamț, Academia Laică „Sf. Ioan de la Neamț”, Mănăstirea Neamț, Centrul Cultural-Pastoral „Sf. Daniil Sihastru”-Durău, Institutul Ecumenic „Sf. Nicolae”-Iași, Centrul de Conservare și Restaurare a Patrimoniului Religios „Resurrectio”, Centrul de educație și informare medicală Providența II - 2002, Institutul social-caritativ Diaconia - 2003, și altele. 
Pe plan social-caritativ, Mitropolitul Daniel a înființat o serie de instituții sociale printre care: Asociația creștină Pelerinul (Iași, 1996); Cabinetul stomatologic St. Pantelimon (Iași, 1993); Asociația Medicilor și Farmaciștilor Ortodocși din România (Iași, 1993); Departamentul socio-caritativ Diaconia (Iași, 1994); Cantine pentru săraci la Iași, Pașcani, Dorohoi, Hârlău (1993-1995); Dispensar policlinic „Sf. Ap. Petru și Pavel” (1998); Centrul de diagnostic și tratament Providența (2000); Fundația Solidaritate și Speranță (2002); Centrul de educație și informare medicală Providența II (2002); Institutul social-caritativ Diaconia (2003). 
ÎPS Mitropolit Daniel este și fondator de publicații religioase printre care „Vestitorul Ortodoxiei”, periodic de informație bisericească, teologie și spiritualitate al Patriarhiei Române), „Candela Moldovei”, buletinul oficial al Mitropoliei Moldovei și Bucovinei și „Teologie și Viață, Revistă de gândire și spiritualitate (fosta revistă ”Mitropolia Moldovei și Sucevei„). 
ÎPS Daniel a organizat numeroase simpozioane, colocvii, congrese naționale și internaționale, și organizează permanent programe culturale, educative și filantropice. La inițiativa IPS Daniel, a fost înființat postul de Radio Trinitas al Mitropoliei Moldovei (1998), care a devenit repede cel mai bun radio ortodox din țară. 
ÎPS Daniel i se datorează aducerea moaștelor unor sfinți și a unor relicve sfinte la Iași și în eparhiile sufragane ale Mitropoliei Moldovei și Bucovinei, precum fragmentul din lemnul Sfintei Cruci care se păstrează la Mănăstirea „Xiropotamu” din Muntele Athos-Grecia (1992), moaștele Sfântului Apostol Andrei de la Patras-Grecia (1996), moaștele Sf. Gheorghe de la Livadia-Grecia (2000), Brâul Maicii Domnului de la Volos-Grecia (2001), moaștele Sf. Ioan Casian de la Marsilia-Franța (2002), moaștele Sf. Dimitrie, Izvorâtorul de Mir de la Tesalonic-Grecia (2003), fragment din lemnul Sfintei Cruci ce se păstrează la Mănăstirea Panaghia Soumela, Veria-Grecia (2004) sau fragment din moaștele Sfântului Apostol Pavel de la mănăstirea Panaghia Soumela, Veria-Grecia (2005).

## Patriarh al Bisericii Ortodoxe Române
Mitropolitul Daniel a fost ales patriarh al Bisericii Ortodoxe Române pe 30 septembrie 2007, devenind astfel al 6-lea patriarh al Bisericii după 1989. În timpul mandatului său, a promovat dialogul interconfesional, activitățile sociale și culturale, precum și educația religioasă.
A fost un susținător activ al unității creștine, participând la numeroase evenimente ecumenice internaționale. Printre țările vizitate se numără Grecia, unde a participat la activități ecumenice, precum și Rusia, unde a avut întâlniri cu lideri religioși pentru a discuta despre cooperarea între Bisericile Ortodoxe. A vizitat și Statele Unite ale Americii, Franța și Italia, consolidând relațiile cu comunitățile ortodoxe din diaspora și promovând valorile Bisericii Ortodoxe Române pe plan global.
Sub conducerea sa, Biserica Ortodoxă Română a inițiat programe pentru sprijinirea familiilor, tinerilor și persoanelor aflate în dificultate, având un rol important în modernizarea instituțiilor bisericești și în promovarea unei imagini pozitive a Bisericii în societate.

De la alegerea sa ca mitropolit, el a inițiat programul „Niciun sat fără biserică”, prin care se urmărește construirea de lăcașuri de cult în fiecare localitate, subliniind importanța acestora pentru comunitate.
„Construirea de biserici este datoria cea dintâi și cea mai mare. Și aceasta deoarece, oricâte case am face în lumea aceasta, nici una nu are Sfințenia și Lucrarea Bisericii. Un sat creștin fără biserică este un sat fără lumină suficientă pentru suflet. De aceea, datoria noastră este de a zidi biserici în fiecare localitate creștină și de a forma preoți care să fie păstori de suflete pentru credincioși. Ce-ar putea da omul în schimb pentru sufletul său? Ce-i folosește lui dacă câștigă lumea aceasta, dar își pierde sufletul său? Aici este esențialul vieții pe pământ. Dacă nu avem biserică și nu avem preot, riscăm să ne pierdem sufletul. Degeaba construim altceva, dacă nu construim în primul rând casa pentru vindecarea sufletului de păcate, pentru luminarea lui.”—Daniel Ciobotea
Pe 25 martie 2021, Preafericitul Daniel a contribuit la permiterea accesului credincioșilor la Slujba Învierii Domnului, cu respectarea măsurilor de protecție impuse.

### Controverse
În data de 16 octombrie 2007 CNSAS a emis o decizie de necolaborare a preotului Dan Ilie Ciobotea cu Securitatea ca poliție politică: „Din datele ajunse la CNSAS nu rezultă ce tip de dosar îi fusese deschis PF Daniel. Având în vedere faptul că acesta a călătorit în străinătate înainte de 1989 (la studii postuniversitare) este posibil să fi fost vorba de un dosar de urmărire”.
Biserica Ortodoxă Română și Patriarhul Daniel au fost criticați ca urmare a reacției întârziate la adresa tragediei din clubul Colectiv, aceștia pierzând credibilitate potrivit unui sondaj INSCOP.
Biserica Ortodoxă Română și Patriarhul Daniel au fost criticați ca urmare a o serie de controverse legate de gestionarea fondurilor publice. Direcția Națională Anticorupție s-a autosesizat după ce o investigație jurnalistică a adus în atenție existența unei rețele de afaceri în care politicieni, oameni de afaceri și prelați de rang înalt colaborau pentru construcția și reabilitarea de biserici din bani publici.

## Distincții
- Ordinul Serviciul Credincios în rang de Mare Cruce (2000);
- Ordinul Național „Steaua României” în grad de Mare Cruce (30 septembrie 2007);
- Membru de onoare al Academiei Române (19 decembrie 2007)[13]
- Emblema de Onoare a Armatei României (2011)[14]
- Ordinul Sfinții Chiril și Metodiu (9 octombrie 2011)
- Ordinul Crucea Sfântului Apostol Marcu (28 octombrie 2011)
- Membru de onoare al Academiei Ortodoxe din Creta (24 iunie 2016)
- Membru de onoare al Comisiei Naționale a Monumentelor Istorice
- Ordinul Sfântul Dimitrie Basarabov (27 octombrie 2016)
- Ordinul Eparhial Episcopul Elie Miron Cristea (30 septembrie 2018)
- Distincția Sfântul Sava Brancovici (27 octombrie 2018)
- Ordinul Sfinții Ierarhi Bălgrădeni (1 decembrie 2018)
- Emblema de onoare a Forțelor Navale (9 decembrie 2018);[15]
- Ordinul Național „Steaua României” în grad de Colan (22 iulie 2021);[16][17]

### Doctor Honoris Causa
- Universitatea Catolică Sacred Heart din Fairfield, Connecticut (2003)
- Universitatea de Arte George Enescu (14 ianuarie 2006)
- Universitatea Lucian Blaga (29 noiembrie 2008)
- Universitatea 1 Decembrie 1918 (30 noiembrie 2008)[18]
- Universitatea Aurel Vlaicu (5 decembrie 2008)
- Universitatea de Vest Vasile Goldiș (6 decembrie 2008)
- Institutul de Teologie Ortodoxă Saint Serge (9 iulie 2009)
- Universitatea Eftimie Murgu (13 septembrie 2010)[19]
- Universitatea din Oradea (18 septembrie 2010)
- Universitatea Al. I. Cuza (15 octombrie 2010)
- Universitatea Dunărea de Jos (30 noiembrie 2011)
- Universitatea Babeș-Bolyai (7 decembrie 2011)
- Universitatea Titu Maiorescu (10 decembrie 2015)
- Universitatea Creștină Dimitrie Cantemir (22 martie 2016)
- Universitatea Politehnica (14 aprilie 2016)

### Cetățean de onoare
- Reșița (13 septembrie 2010)
- Caraș-Severin (13 septembrie 2010)
- Mizil (29 mai 2011)
- Techirghiol (15 august 2009)
- Gura Humorului (21 august 2011)
- Turda (18 septembrie 2011)
- Cornu (8 mai 2012)
- Negrești-Oaș (1 iulie 2012)
- Secu (23 octombrie 2012)
- Mogoșoaia (17 august 2014)
- Timiș (28 decembrie 2014)
- Cernica (3 octombrie 2015)
- Suceava (7 noiembrie 2015)
- Kissamos (18 iunie 2016)
- Otopeni (10 septembrie 2016)
- Brănești (25 iunie 2017)
- Mușătești (6 august 2017)
- Rona de Sus (28 august 2017)
- Craiova (5 septembrie 2019)
- București (12 decembrie 2019)

### Premii
- Emanuel Heufeder, Mănăstirea Niederaltaich, Germania (3 mai 1998);
- Institutului Ecumenic Sfântul Nicolae din Bari, Italia (26 ianuarie 2002);
- Pro Humanitate, Fundația Europeană pentru Cultură Pro Europa din Berlin, Germania (2002)

## Lucrări
- „Atât de mult a iubit Dumnezeu lumea…” 12 Scrisori pastorale de Crăciun și de Paști (Iași, 1996);
- Călătorind cu Dumnezeu – înțelesul și folosul pelerinajului (Iași, 2000);
- Confessing the Truth in Love - Orthodox Perceptions of Life, Mission and Unity (Iași, 2001);
- Luptător jertfelnic și ctitor darnic - lucrarea harului în viața Sfântului Voievod Ștefan cel Mare (Iași, 2004);
- Dăruire și dăinuire. Raze și chipuri de lumină din istoria și spiritualitatea românilor (Iași, 2005);
- Făclii de Înviere - Înțelesuri ale Sfintelor Paști (2005);
- Recunoștință și reînnoire (Iași, 2005);
- Comori ale Ortodoxiei. Explorări teologice în spiritualitatea liturgică și filocalică (Iași, 2007), toate apărute la Editura Trinitas.
- Foame și sete după Dumnezeu – înțelesul și folosul postului (Basilica, București, 2008).

Dintre articolele publicate în periodice se pot aminti: Chemarea preoțească (1973); Elemente ale religiei geto-dacilor favorabile procesului de încreștinare a strămoșilor (1976); Învățătura Sfântului Ioan Gură de Aur despre rugăciunile pentru cei adormiți în Domnul (1976); Timpul și valoarea lui pentru mântuire în Ortodoxie (1977); Temeiurile dogmatice ale bucuriei creștine (1977); Creștinii din Occident în căutarea Ortodoxiei (1978); Dorul pentru Biserica nedespărțită sau apelul tainic și irezistibil al Sfintei Treimi (1982); Mărturia ortodoxă în Mișcarea Ecumenică (1989) etc.